# Rhyscotoides cubensis
Rhyscotoides cubensis là một loài chân đều trong họ Rhyscotidae. Loài này được Budde-Lund miêu tả khoa học năm 1908.